# César Eduardo González
Pour les articles homonymes, voir César González.
César Eduardo González Amais, plus couramment appelé César González, est un footballeur international vénézuélien né le 1er octobre 1982 à Maturín (Venezuela), qui évolue au poste de milieu offensif pour l'Atlético Venezuela.

## Biographie

### International
Le 9 octobre 2004, il participe à sa première sélection en équipe du Venezuela, lors du match Venezuela - Brésil à l'Estadio José Pachencho Romero (défaite 5-2). Il entre à la 58e minute à la place de Luis Vera.

### Buts en sélection
| Buts en sélection de César González | Buts en sélection de César González | Buts en sélection de César González                     | Buts en sélection de César González | Buts en sélection de César González | Buts en sélection de César González | Buts en sélection de César González |
|                                     | Date                                | Lieu                                                    | Adversaire                          | Score                               | Résultat                            | Compétition                         |
| ----------------------------------- | ----------------------------------- | ------------------------------------------------------- | ----------------------------------- | ----------------------------------- | ----------------------------------- | ----------------------------------- |
| 1.                                  | 24 mars 2007                        | Estadio Metropolitano de Mérida, Mérida (Venezuela)     | Cuba                                | 3-1                                 | 3-1                                 | Match amical                        |
| 2.                                  | 4 mars 2010                         | Estadio Metropolitano de Lara, Barquisimeto (Venezuela) | Panama                              | 1-2                                 | 1-2                                 | Match amical                        |
| 3.                                  | 9 juillet 2011                      | Estadio Martearena, Salta (Argentine)                   | Équateur                            | 1-0                                 | 1-0                                 | Copa América 2011                   |

NB : Les scores sont affichés sans tenir compte du sens conventionnel en cas de match à l'extérieur (Venezuela-adversaire)

## Palmarès

### Collectif
- Avec Deportivo Cali :
  - Champion de Colombie en 2005.

- Avec Caracas FC :
  - Champion du Venezuela en 2006 et 2007.